# Joaquín Balaguer
Joaquín Antonio Balaguer Ricardo (Villa Bisonó, 1º settembre 1906 – Santo Domingo, 14 luglio 2002) è stato un saggista, scrittore, politico e poeta dominicano.
Fu presidente della Repubblica Dominicana nei periodi 1960-1962, 1966-1978 e 1986-1996. Era una personalità enigmatica, ossessionata dalla segretezza, ereditata dall'era di Trujillo. Il suo desiderio di rimanere al potere, attraverso controverse elezioni, gli valse il soprannome di Capo.
Nonostante abbia esercitato un potere dispotico, ha contribuito allo sviluppo delle infrastrutture urbane del suo paese. Il Faro di Colombo è uno dei più importanti monumenti costruiti dal suo governo.
Balaguer venne accusato di aver ordinato diversi omicidi di stato, tra i quali quelli di Amin Abel Hasbún, Orlando Martínez, Narciso González, Maximiliano Horacio Gómez, figure importanti nel contesto politico e sociale del tempo e della nazione dominicana. Ha condiviso nel 1990, con il suo rivale politico e scrittore Juan Bosch, il National Book Award.

## Biografia
Nacque a Villa Bisonó (noto anche come Navarrete), nella provincia di Santiago. Era figlio del portoricano Joaquín Balaguer Lespier e di Celia Carmen Ricardo Heureaux, figlia di Manuel de Jesús Ricardo e Rosa Amelia Heureaux. Era l'unico figlio di una famiglia composta da molte donne, ma con la presenza di un fratellastro del padre.
Fin da piccolo fu attratto dalla letteratura e dalla composizione di versi, pubblicati su riviste locali. L'occupazione militare statunitense, avvenuta tra il 1916 e il 1924, fu la spinta che gli fece intraprendere la carriera politica.
Dopo il diploma di scuola superiore in scienze sociali nel 1916, si laureò in legge presso l'Università di Santo Domingo; contemporaneamente agli studi iniziò la carriera di giornalista, prima come editor e, dal 1924 al 1928, come editorialista presso il quotidiano La Información in Santiago de los Caballeros. Per un breve periodo studiò in Francia nella prestigiosa università della Sorbona.
Il giovane Balaguer provava ammirazione per Pedro Albizu, un politico portoricano. Nonostante le profonde differenze rispetto all'etica e alle visioni del mondo, la retorica infuocata e il carisma di Albizu catturarono l'immaginazione di Balaguer al punto da influenzarne profondamente la sua passione per la politica e il dibattito intellettuale.

## Carriera politica

### Vicepresidenza
Quando Trujillo nel 1957 fece rieleggere il fratello Héctor come presidente della Repubblica Dominicana, scelse come suo vice Balaguer. Tre anni dopo, quando l'Organizzazione degli Stati americani esercitò pressioni per convincere il dittatore che non era appropriato avere come presidente un membro della propria famiglia, Trujillo costrinse il fratello a dare le dimissioni e Balaguer ne prese il posto.

### Presidenza

#### Primo mandato presidenziale (1960-1962)
Benché la repressione, ufficiale e non, contro i partiti di opposizione (il Partito Rivoluzionario Dominicano, l'Unione Civica Nazionale (UCN) e il comunista Movimento Popolare Dominicano) continuasse, Balaguer condannò pubblicamente questa repressione e promise di formare un governo di coalizione. Héctor è José Trujillo lasciarono il paese in ottobre, ma i partiti di opposizione chiesero anche il ritiro dal governo del figlio Ramfis. Questi annunciò che si sarebbe dimesso se l'OAS avesse revocato le sanzioni economiche. L'OAS accettò il 14 novembre, ma gli zii di Ramfis tornarono il giorno dopo con la speranza di realizzare un colpo di Stato. Ramfis lasciò il paese per l'esilio il 17 novembre e circolarono voci che il generale dell'aviazione Fernando Arturo Sánchez Otero avrebbe sostenuto una rivoluzione di tipo castrista. Gli Stati Uniti inviarono allora una piccola flotta e 1800 marines per pattugliare le acque dominicane. Il console degli Stati Uniti informò Balaguer che queste forze erano pronte a intervenire a sua richiesta e sarebbero state sostenute anche dal Venezuela e dalla Colombia. Il generale dell'aviazione Pedro Rafael Ramón Rodríguez Echavarría annunciò il proprio sostegno a Balaguer e bombardò le forze favorevoli a Trujillo. I fratelli di quest'ultimo fuggirono dal paese il 20 novembre ed Echavarría divenne Segretario delle Forze armate dominicane.
L'UCN proclamò uno sciopero generale, chiedendo la formazione di un governo provvisorio che provvedesse a indire nuove elezioni. I militari si opposero violentemente e si giunse infine nel gennaio 1962 a un accordo, con la mediazione degli USA, che prevedeva che il governo e il congresso fossero sostituiti da un consiglio di sette membri, presieduto da Balaguer, in carica fino alle nuove elezioni.
L'OAS finalmente, con la composizione del Consiglio, tolse le sanzioni contro il paese. Però il malcontento popolare nei confronti di Balaguer continuò e molti videro Echaverría prepararsi a prendere il potere. L'esercitò sparò sui dimostranti il 14 gennaio, il che diede luogo a disordini il giorno successivo. Il 16 gennaio 1962 Balaguer rassegnò le dimissioni ed Echaverría condusse un colpo di Stato militare, arrestando i membri del Consiglio. Con il sostegno degli Stati Uniti all'UCN, fu proclamato un nuovo sciopero generale ed Echaverría fu arrestato da altri ufficiali due giorni dopo. Il Consiglio fu ricostituito sotto la leadership di Rafael Filiberto Bonnelly e Balaguer andò in esilio prima nello stato di New York e poi a Porto Rico.

#### "I dodici anni" (1966-1978)
Seguirono anni turbolenti per Santo Domingo, tra cui la guerra civile dominicana (aprile - settembre 1965) che si concluse solo con l'intervento militare statunitense: Lyndon B. Johnson inviò un corpo di 42 000 uomini per sedare la guerra civile e costituì un governo provvisorio guidato da Héctor García Godoy, che promise nuove elezioni nel 1966. Balaguer rientrò a Santo Domingo, questa volta con l'appoggio degli Stati Uniti e, presentatosi alle elezioni, fu facilmente eletto presidente sotto la bandiera del Partito Riformista, da lui appena fondato, contro il candidato Juan Bosch, già presidente eletto nel dicembre del 1962, ma destituito pochi mesi dopo dai militari.
Egli riuscì a ricostituire parzialmente le finanze statali, che si trovavano in uno stato caotico, e varò un modesto programma di sviluppo economico. Fu facilmente rieletto nel 1970, contro un'opposizione frammentata, e vinse ancora le successive elezioni del 1974, dopo aver cambiato le regole elettorali in modo tale che l'opposizione boicottò la competizione.
Durante questi anni (noti popolarmente nella politica dominicana come "i dodici anni"), Balaguer dispose la costruzione di scuole, ospedali, dighe, strade e molti edifici importanti. In tale periodo anche 300 uomini politici divennero, sotto la sua presidenza, milionari. La sua amministrazione, durante questi tre mandati consecutivi, sviluppò un particolare cast autoritario, a dispetto delle garanzie costituzionali. Oppositori politici furono imprigionati e in molti casi uccisi (si stima che 3000 persone di centro-sinistra siano state uccise) e i giornali di opposizione furono frequentemente confiscati. Nonostante i suoi metodi autoritari, Balaguer ebbe molto meno potere di Trujillo, e le sue leggi furono più miti.

#### Terzo mandato presidenziale (1986-1996)

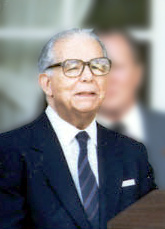
Joaquín Balaguer nel 1988

Il terzo periodo di presidenza di Balaguer fu considerevolmente più liberale di quello dei "dodici anni". Egli fu più tollerante con i partiti di opposizione e sui diritti umani.
Egli intraprese massicci progetti di infrastrutture, come la costruzione di autostrade, ponti, scuole, abitazioni e ospedali. Seguendo lo stile di Trujillo, queste realizzazioni, chiaramente visibili, furono molto pubblicizzate dai mezzi di comunicazione controllati dal regime e attraverso grandiose cerimonie pubbliche, studiate per incrementare la popolarità di Balaguer. I progetti furono anche utilizzati per ricompensare i suoi sostenitori politici con lucrosi contratti di opere pubbliche. L'economia migliorò notevolmente.
Balaguer fu rieletto di stretta misura nelle elezioni generali dominicane del 1990, vinte contro l'antico avversario Juan Bosch per soli 22 000 voti, gettando sulle elezioni l'ombra di brogli.
Per il cinquecentesimo anniversario del primo sbarco di Cristoforo Colombo nelle Americhe e per la visita di papa Giovanni Paolo II, Balaguer spese milioni per restaurare le parti storiche e coloniali di Santo Domingo e mettere in ordine le parti della città che sarebbero state attraversate dal papa, compresa la costruzione di un grande, nuovo viale con moderni isolati di abitazioni.
Ancor più controversa fu la spesa di duecento milioni di dollari USA per la costruzione del massiccio edificio a dieci piani Faro a Colón. Completato nel 1992, il faro era stato progettato per proiettare l'immagine di una croce cristiana nel cielo notturno, che fosse visibile a centinaia di miglia di distanza. Dal suo completamento, il Faro a Colón, che si suppone contenga i resti del navigatore, è stata un'attrattiva turistica minore. La sua luce non è stata quasi mai utilizzata a causa dell'elevato consumo di energia elettrica e dei frequenti blackout nel paese. Alle elezioni generali del 1994 Balaguer decise di correre ancora per la presidenza, anche se era quasi novantenne e completamente cieco. In queste elezioni il suo maggior oppositore fu José Francisco Peña Gómez del PRD.
La campagna elettorale fu una delle più aspre nella storia dominicana. Balaguer mise spesso in evidenza la provenienza ancestrale del suo rivale da Haiti: storicamente i dominicani hanno un profondo timore di chiunque abbia sangue haitiano nelle vene. Tra gli altri argomenti, Balaguer sostenne che Peña Gómez, se eletto, avrebbe promosso la fusione della Repubblica Dominicana con Haiti. Alla conclusione dello spoglio elettorale fu annunciata la vittoria di Balaguer per 30.000 voti. Molti sostenitori del PRD si recarono alle urne solo per scoprire che i loro nomi erano scomparsi dalle liste elettorali. Peña Gómez gridò alla frode e proclamò uno sciopero generale; dimostrazioni ebbero luogo a sostegno dello sciopero. Una successiva indagine rivelò che l'ufficio elettorale non conosceva il numero totale dei votanti registrati e che le liste elettorali distribuite presso i seggi non corrispondevano a quelle fornite ai partiti. L'indagine rivelò anche che circa 200.000 persone erano state tolte dalle liste degli elettori. Con queste discussioni sulla legittimità delle elezioni, Balaguer accettò di indire nuove elezioni nel 1996, alle quali egli non si sarebbe candidato. Sarebbe stata la prima elezione presidenziale dal 1966 nella quale il suo nome non sarebbe comparso fra i candidati. Nelle elezioni generali del 1996, il vicepresidente di Balaguer, Jacinto Peynado, giunse molto vicino al rivale, causando così il ballottaggio. Balaguer allora sostenne Leonel Fernández del Partito di Liberazione Dominicana, in una insolita coalizione con Bosch, suo avversario politico da oltre trent'anni.

### Le ultime elezioni e la morte
Si candidò ancora una volta, sebbene non potesse più muoversi senza assistenza, alle elezioni del 2000, convinto che il suo ampio bacino elettorale di sostenitori potesse fare la differenza nei risultati elettorali.
Ottenne circa il 23% dei voti, con il candidato del PLD Danilo Medina che lo superò di una manciata di voti, che lo esclusero dal ballottaggio. Questo si svolse tra Medina e il candidato del PRD Hipólito Mejía, che risultò poi il candidato eletto.
Morì di insufficienza cardiaca a Santo Domingo il 14 luglio 2002 all'età di 95 anni.

## Eredità
Joaquín Balaguer è stato una figura polarizzante che poteva raccogliere altrettanto odio che amore fra il popolo.
Ronald Reagan disse una volta di lui:
(Ronald Reagan)
 e Jimmy Carter lo lodò dicendo:
(Jimmy Carter)
Una delle stazioni della linea 1 della metropolitana di Santo Domingo porta il suo nome.
Egli è uno dei personaggi principali nel romanzo di Mario Vargas Llosa, La festa del caprone.